# Zac Stubblety-Cook
Izaac (Zac) Stubblety-Cook (4 januari 1999) is een Australische zwemmer. Hij vertegenwoordigde zijn vaderland op de Olympische Zomerspelen 2020 in Tokio.

## Carrière
Bij zijn internationale debuut, op de Gemenebestspelen 2018 in Gold Coast, werd Stubblety-Cook uitgeschakeld in de series van de 200 meter schoolslag. Op de Pan-Pacifische kampioenschappen zwemmen 2018 in Tokio veroverde hij de zilveren medaille op de 200 meter schoolslag, daarnaast eindigde hij als negende op de 100 meter schoolslag.
In Gwangju nam de Australiër deel aan de wereldkampioenschappen zwemmen 2019. Op dit toernooi eindigde hij als vierde op de 200 meter schoolslag.
Tijdens de Olympische Zomerspelen van 2020 in Tokio behaalde Stubblety-Cook de gouden medaille op de 200 meter schoolslag, op de 100 meter schoolslag strandde hij in de series. Op de 4×100 meter wisselslag eindigde hij samen met Mitch Larkin, Matthew Temple en Kyle Chalmers op de vijfde plaats, samen met Kaylee McKeown, Matthew Temple en Emma McKeon sleepte hij de zilveren medaille in de wacht op de gemengde 4×100 meter wisselslag.

## Internationale toernooien
| Jaar | Olympische Spelen                                                                        | WK langebaan                              | WK kortebaan                              | PanPacs                                   | Gemenebestspelen                          |
| ---- | ---------------------------------------------------------------------------------------- | ----------------------------------------- | ----------------------------------------- | ----------------------------------------- | ----------------------------------------- |
| 2018 |                                                                                          |                                           | geen deelname                             | 9e 100m schoolslag · 200m schoolslag      | 10e 200m schoolslag                       |
| 2019 |                                                                                          | 4e 200m schoolslag                        |                                           |                                           |                                           |
| 2020 | Geen toernooien vanwege de coronapandemie                                                | Geen toernooien vanwege de coronapandemie | Geen toernooien vanwege de coronapandemie | Geen toernooien vanwege de coronapandemie | Geen toernooien vanwege de coronapandemie |
| 2021 | 24e 100m schoolslag · 200m schoolslag · 5e 4×100m wisselslag · 4×100m wisselslag gemengd |                                           | 13-18 december                            |                                           |                                           |

## Persoonlijke records
Bijgewerkt tot en met 15 juni 2021
Kortebaan
| Afstand         | Tijd    | Datum            | Plaats    |
| --------------- | ------- | ---------------- | --------- |
| 100m schoolslag | 58,18   | 27 november 2020 | Melbourne |
| 200m schoolslag | 2.03,94 | 26 november 2020 | Melbourne |

Langebaan
| Afstand         | Tijd    | Datum        | Plaats   |
| --------------- | ------- | ------------ | -------- |
| 100m schoolslag | 59,69   | 12 juni 2021 | Adelaide |
| 200m schoolslag | 2.06,28 | 15 juni 2021 | Adelaide |